# Королевский масленичный футбол
Королевский масленичный футбол (англ. Royal Shrovetide Football) — старинный английский командный вид спорта, возникший в XII веке.
Матч традиционно проводится раз в год в канун Великого поста у специального постамента в центре городка Эшбурн (графство Дербишир, Англия.)

## История
Существует множество легенд относительно происхождения этой необычной игры, однако же точное происхождение игры до сих пор неизвестно из-за пожара в штаб — квартире Комитета Королевского масленичного футбола в 1890 году, безвозвратно уничтожившему многовековые хронологические записи.
Одной из наиболее распространённых версий возникновения этого спорта считается легенда о том, что игровым мячом изначально выступала отрезанная голова, брошенная в толпу, ожидавшую возможности поглядеть на смертную казнь.

## Название
Приставку «королевский» спорт обрел в 1928 году, когда стартовый сигнал к началу игры подал лично Принц Уэльский (будущий король Эдуард VIII.)
В свое время Эшбурн посетил с визитом старший сын королевы Елизаветы II принц Чарльз.

## Правила
Как правило, в дни проведения матчей витрины городских магазинов обиваются досками, а автолюбители паркуют свои машины подальше от местной главной улицы.
Количество игроков в командах никак не ограничено, отчего получается игра «стенка на стенку».
Ежегодно в этом состязании принимают участие команды Даун Ярда и Ап Ярда.
Самыми активными участниками матча являются коренные жители Эшборна, однако туристы также имеют право присоединиться к игре.
Категорически запрещается насилие любого рода, также незаконно использовать какой — либо транспорт для перемещения мяча, прятать его под одежду и играть на кладбищах и возле памятников.
Матч стартует в 14:00 с того, что заранее приглашенный рефери броском отдает мяч толпе.
Обычно матч завершается в 22:00.

## Отмена матча
С момента первого чемпионата соревнования отменялись лишь дважды: в 1968 и 2001 годах по причине эпидемии ящура.
При этом игры проводились даже во время обеих мировых войн.

## Церемониал
По многовековой традиции перед тем как разыграть мяч собравшиеся поют государственный гимн Соединенного Королевства и традиционную шотландскую песню «Старое доброе время» («Auld Lang Syne»), автором слов которой является Роберт Бернс.

## Мяч
В игре используется специально изготовленный мяч.
По размеру он больше футбольного и наполнен пробкой, дабы при попадании в реку (что при такой динамичности игры неизбежно) он не утонул.
Ежегодно используется новый мяч, вручную расписанный местными умельцами.

## Игровое поле
Размер игрового поля равен 4 км — это расстояние между старинными городскими мельницами Стертон и Клифтон.

## Цель игры
Целью игроков является трижды ударить мячом об каменные стены одной из этих мельниц, в этом случае команде засчитают гол.

## Чемпионство
По итогам встречи на мяч наносится имя победителя, после чего снаряд отправляется на вечное хранение в городской паб.
Если же спортсмены разошлись миром, на мяче появляется имя главного арбитра матча, которому он и отдается на хранение.
В 2018 году чемпионский титул завоевала команда Ап Ярда, обыгравшая Даун Ярд со счетом 1:0.